# MTK Budapest FC
Pour l’article homonyme, voir MTK.
Maillots
Le MTK Budapest FC est la section football du club omnisports hongrois du Magyar Testgyakorlók Köre Budapest fondé en 1888 et basé à Budapest. La section football est fondée en 1901, avec 23 titres de champion et 12 Coupes de Hongrie c'est le deuxième club hongrois le plus titré, derrière le Ferencváros TC. En 1956, le club est le premier club hongrois à participer à une Coupe d'Europe, en 1964 il dispute la finale de la Coupe des vainqueurs de coupe battu par le Sporting du Portugal.
Trois joueurs du MTK feront partie du onze d'or hongrois, l'un d'eux, Nándor Hidegkuti donnera son nom au stade où le MTK évolue depuis 1912. 

## Histoire

### Les débuts et la période dorée
Le club est fondé le 16 novembre 1888, sous le nom Magyar Testgyakorlók Köre (Cercle Hongrois d'Exercices Corporels), par la bourgeoisie et la jeunesse juive de Budapest, autour de Szekrényessy Kálmán (hu) un athlète renommé dans le pays, connu pour ses exploits en natation. Au début le club se consacre essentiellement à l'escrime et à la gymnastique. Szekrényessy Kálmán étant également journaliste sportif il s'intéresse aux sports venus d'Angleterre et en 1901 quand est fondé le premier championnat hongrois, le MTK fonde une section football. En 1903, le club accède à la première division composée de huit clubs de Budapest. Lors de cette première saison, le MTK termine à la troisième place.
En 1904, le MTK remporte son premier championnat hongrois devançant le Ferencváros, les deux clubs domineront le football hongrois jusqu'en 1929. Le MTK remportera les titres en 1908 et 1914, avec l'arrivée de l'entraîneur anglais Jimmy Hogan considéré comme le père du football moderne, le club sera champion de Hongrie dix fois d'affilée de 1915 à 1925. À cette époque, chaque club a sa vedette : József Takács à Ferencváros et György Orth au MTK qui termine trois fois meilleur buteur du championnat en 1920, 1921 et 1922. En 1916, Imre Schlosser le buteur du Ferencváros et meilleur buteur européen de 1911 à 1914  
rejoint le MTK. Malheureusement, la série de dix titres de champion est interrompue en 1926. Lors d'un match à Vienne, un défenseur autrichien tacle violemment György Orth, qui ne jouera plus pendant un an. Orth n'a jamais pu se remettre de sa blessure et à partir de cette époque, le Ferencváros a réussi à reconquérir le titre de champion.
Le MTK Budapest était considéré dans les années 1920, comme une des meilleures équipes d'Europe. Le journaliste autrichien Wilhelm Meisl (de) publie en 1922 un article déclarant que les meilleures équipes en Europe sont le FC Barcelone, le Sparta Prague et le MTK Budapest. Le MTK voyage beaucoup sur le continent, il dispute 71 matchs internationaux entre 1919 et 1922, dont 51 gagnés et 11 perdus, en marquant 222 buts. Grâce au style de jeu de Jimmy Hogan, le MTK a joué un style spectaculaire avec des passes courtes, et beaucoup d'improvisations et de solutions techniques. Le sommet de l'ère amateure a été la saison 1917-1918, lorsque l'équipe a marqué 147 buts et n'en a concédé que 10 en 22 matches de championnat.

### L'ère professionnelle
En 1926, le football hongrois devient professionnel, le club change alors le nom en Hungária MTK FC. Malgré le retour de l'entraîneur Jimmy Hogan, le club ne termine que vice-champion en 1927-1928, avec une équipe rajeunie et sous la houlette de Béla Révész le MTK remporte le championnat 1928-1929.
Jusqu'en 1940, les trois grands clubs hongrois, Ferencváros, Újpest et le MTK, prennent place sur le podium dans un ordre différent à chaque saison, le MTK remportant les championnats en 1936 et en 1937.

### La dissolution
En 1940, avec la montée du fascisme le club issu de la communauté juive a cessé son activité. Après la Seconde Guerre mondiale, le club fait son retour et joue le premier championnat d'après guerre, composé de 28 équipes, qui doit déterminer les clubs qui joueront ensuite en première et en deuxième division. le MTK finira troisième de sa poule puis sixième lors de la phase finale, assurant son maintien en première division hongroise.

### Les années 1950
Dans les années 1950, le club change de nom d'abord Budapesti Textiles Sport Egyesület (Budapesti Textiles SE) puis Budapesti Bástya Sport Egyesület (Budapesti Bástya SE), c'est sous ce dernier qu'il remporte le championnat en 1951, 14 ans après son dernier titre. Le club gagnera encore deux championnats (1953 et 1958) et une Coupe de Hongrie (1952) durant cette décennie. En 1956, le club retrouve son nom d'origine mais ne gagnera pendant longtemps plus de titre national.
Le MTK Budapest est la première équipe hongroise à jouer une Coupe d'Europe en 1955, sous le nom Vörös Lobogó (Bannière rouge) le club sera éliminé en quart de finale par le Stade de Reims.

### Une finale de coupe d'Europe
En 1961 le MTK en terminant à la troisième place se qualifie pour la Coupe des villes de foires 1961-1962 où il atteindra la demi-finale, battu par le futur vainqueur, le Valence CF. En 1963, en tant que vice-champion, le club est qualifié pour la Coupe d'Europe des vainqueurs de coupe de football 1963-1964 où en demi-finale il effacera une défaite de 3 à 0 chez les Écossais du Celtic Glasgow avec une victoire 4 à 0 à domicile. Lors de la finale à Bruxelles, le MTK et le Sporting Portugal n'arrivent pas à se départager, le score final après prolongation est de 3 à 3. Un match d'appui est nécessaire, deux jours plus tard à Anvers, où les Portugais gagneront 1 à 0.

### Les années moroses
Après l'épopée héroïque en coupe d'Europe, le club sombrera dans la médiocrité pendant vingt années et à part un succès en Coupe de Hongrie en 1968, le MTK se retrouve en milieu de tableau frôlant la relégation en 1972. La première relégation arrive en fin de saison 1980-1981. Après son retour en première division en 1982, le MTK retrouve le succès en 1987 en fêtant son 19e titre de champion après 29 années de disette.
En 1994, le club connaîtra sa deuxième relégation. La descente des bleu et blanc a été une énorme surprise, puisque l'équipe avait terminé à la quatrième place l'année précédente.

### L'ère Várszegi
Avec l'arrivée du milliardaire Gábor Várszegi le MTK était dans une position financière unique en Hongrie. Les seize années avec Gábor Várszegi sont considérées comme la deuxième époque la plus réussie de l'histoire du club. Au cours de la saison 1996-1997, une saison après son retour en première division, l'équipe remporte le championnat et la Coupe de Hongrie. Trois autres titres de champion suivront (1999, 2003, 2008), deux Coupes de Hongrie (1998, 2000) et deux victoires en Super Coupe (2003, 2008).

### Les années 2000
Après l'année 2000, le club remportera encore deux championnats (2003 et 2008) puis à partir de 2011 fera plusieurs allers-retours entre la première et la deuxième division.

## Palmarès
| Compétitions nationales | Compétitions internationales                                                                               |
| - Championnat de Hongrie - Champion (23) : 1904, 1908, 1914, 1917, 1918, 1919, 1920, 1921, 1922, 1923, 1924, 1925, 1929, 1936, 1937, 1951, 1953, 1958, 1987, 1997, 1999, 2003, 2008 - Vice-champion (13) : 1910, 1911, 1912, 1913, 1915, 1926, 1949, 1957, 1959, 1963, 1990, 2000, 2007 - Coupe de Hongrie - Vainqueur (12) : 1910, 1911, 1912, 1914, 1923, 1925, 1932, 1952, 1968, 1997, 1998, 2000 - Finaliste (2) : 1976 et 2012 - Supercoupe de Hongrie - Vainqueur (3) : 1997, 2003, 2008 | - Coupe Mitropa - Vainqueur (2) : 1955 et 1963 - Coupe d'Europe des vainqueurs de coupe - Finaliste : 1964 |

## Identité du club

### Identité du club
- 1888-1926: Magyar Testgyakorlók Köre (MTK)
- 1926-1940: Hungária Magyar Testgyakorlók Köre Futball Club (Hungária MTK FC)
- 1940-1942: Hungária Magyar Testgyakorlók Köre Futball Club feloszlása (Hungária MTK FC)
- 1942-1945: dissolution
- 1945-1950: Magyar Testgyakorlók Köre (MTK)
- 1950-1951: Budapesti Textiles Sport Egyesület (Budapesti Textiles SE)
- 1951-1953: Budapesti Bástya Sport Egyesület (Budapesti Bástya SE)
- 1953-1956: Budapesti Vörös Lobogó Sport Egyesület (Budapesti Vörös Lobogó SE)
- 1956-1975: Magyar Testgyakorlók Köre (MTK)
- 1975-1990: Magyar Testgyakorlók Köre-Vörös Meteor Sport Kör (MTK-VM SK)
- 1990-1995: Magyar Testgyakorlók Köre (MTK)
- 1995-1998: Magyar Testgyakorlók Köre Futball Club (MTK FC)
- 1998-2003: Magyar Testgyakorlók Köre Hungária Futball Club (MTK Hungária FC)
- 2003-        : Magyar Testgyakorlók Köre Budapest Futball Club (MTK Budapest FC)

### Logo

Ancien logo
Ancien logo

## Joueurs et personnalités du club

### Entraîneurs
Le tableau suivant présente la liste des entraîneurs du club depuis 1903.
| Rang | Nom             | Période   |
| ---- | --------------- | --------- |
| 1    | Sándor Kertész  | 1903-1907 |
| 2    | Hugó Szüsz      | 1907-1911 |
| 3    | John Robertson  | 1911-1913 |
| 4    | W. Holmes       | 1913-1914 |
| 5    | Jimmy Hogan     | 1914-1921 |
| 6    | Herbert Burgess | 1921-1922 |
| 7    | Antal Frontz    | 1922-1925 |
| 8    | Jimmy Hogan     | 1925-1927 |
| 9    | Gyula Feldmann  | 1926-1928 |
| 10   | Béla Révész     | 1928-1929 |
| 11   | Billy Hibbert   | 1930-1931 |
| 12   | Imre Senkey     | 1931-1933 |
| 13   | Alfréd Schaffer | 1933-1934 |
| 14   | Imre Senkey     | 1934-1935 |
| 15   | Alfréd Schaffer | 1935-1937 |
| 16   | József Braun    | 1937-1939 |
| 17   | Gyula Feldmann  | 1939-1940 |
| 18   | Zoltán Vágó     | 1945      |
| 19   | Károly Csapkay  | 1945-1946 |
| 20   | Zoltán Vágó     | 1946      |

| Rang | Nom                | Période   |
| ---- | ------------------ | --------- |
| 21   | Pál Titkos         | 1946-1947 |
| 22   | Márton Bukovi      | 1947-1954 |
| 23   | Tibor Kemény       | 1955      |
| 24   | Béla Volentik      | 1956-1957 |
| 25   | Márton Bukovi      | 1957-1959 |
| 26   | Nándor Hidegkuti   | 1959-1960 |
| 27   | Gyula Szűcs        | 1960-1962 |
| 28   | Imre Kovács        | 1962-1964 |
| 29   | Béla Volentik      | 1964      |
| 30   | Károly Lakat       | 1965-1966 |
| 31   | Nándor Hidegkuti   | 1967-1968 |
| 32   | Ferenc Kovács      | 1968-1969 |
| 33   | Tibor Palicskó     | 1970-1972 |
| 34   | János Bencsik      | 1972      |
| 35   | Géza Kalocsay      | 1972-1974 |
| 36   | Imre Kovács        | 1974-1975 |
| 37   | Mihály Keszthelyi  | 1975-1977 |
| 38   | György Mezey       | 1977-1980 |
| 39   | Antal Szentmihályi | 1980      |
| 40   | László Szarvas     | 1981      |

| Rang | Nom               | Période   |
| ---- | ----------------- | --------- |
| 41   | László Sárosi     | 1982-1983 |
| 42   | Tibor Palicskó    | 1983-1985 |
| 43   | György Makai      | 1985      |
| 44   | József Both       | 1985-1986 |
| 45   | József Verebes    | 1986-1992 |
| 46   | Imre Gellei       | 1992-1993 |
| 47   | Sándor Popovics   | 1994      |
| 48   | Bertalan Bicskei  | 1995      |
| 49   | István Kisteleki  | 1995      |
| 50   | Imre Garaba       | 1996      |
| 51   | József Garami     | 1996-1998 |
| 52   | Sándor Egervári   | 1998-1999 |
| 53   | Henk ten Cate     | 1999-2000 |
| 54   | Ákos Buzsáky      | 2000      |
| 55   | Gábor Pölöskei    | 2000-2001 |
| 56   | György Bognár     | 2002      |
| 57   | Sándor Egervári   | 2002-2004 |
| 58   | József Garami     | 2004-2015 |
| 59   | Csaba László      | 2015-2016 |
| 60   | Teodoru Vaszilisz | 2016      |

| Rang | Nom                 | Période   |
| ---- | ------------------- | --------- |
| 61   | Tamási Zsolt        | 2016-2017 |
| 62   | Feczkó Tamás        | 2017-2019 |
| 63   | Lucsánszky Tamás    | 2019      |
| 64   | Michael Boris       | 2019-2021 |
| 65   | Giovanni Costantino | 2021      |
| 66   | Márton Gábor        | 2021-2022 |
| 67   | Horváth Dávid       | 2022      |
| 68   | György Bognár       | 2022      |
| 69   | Horváth Dávid       | 2022      |

### Joueurs emblématiques

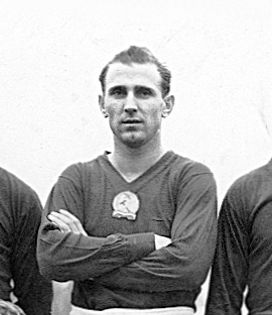
Nándor Hidegkuti en 1953

Avec Nándor Hidegkuti, Mihály Lantos et József Zakariás, le MTK possédait trois joueurs du onze d'or hongrois, l'équipe nationale hongroise qui impressionna par sa technique et sa tactique au début des années 1950.
Nándor Hidegkuti joue au MTK de 1947 à 1958, il entraînera également l'équipe après la fin de sa carrière de joueur. Après son décès, le MTK rebaptise son stade en son honneur.
Mihály Lantos passe l'intégralité de sa carrière professionnelle au MTK de 1947 à 1961.
József Zakariás joue au MTK de 1952 à 1956, il remporte deux titres de champion et une coupe de Hongrie.

## Équipe féminine
Depuis 2001 le club dispose d'une équipe féminine en reprenant le Pepita Sárkánok. L'équipe remporte dès sa première saison le championnat de deuxième division.
Elle a toujours été sur le podium du championnat féminin hongrois depuis la saison 2003-2004, dont huit fois en tant que championne (2004-2005, 2009-2010, 2010-2011, 2011-2012, 2012-2013, 2013-2014, 2016-2017 et 2017-2018).
L'équipe a également gagné quatre fois la coupe nationale féminine, en 2005, 2010, 2013 et 2014.
Jusqu'en 2021, l'équipe évoluait sous le nom MTK Hungária FC, depuis elle reprend le nom du club, MTK Budapest ZRt.

## Stade

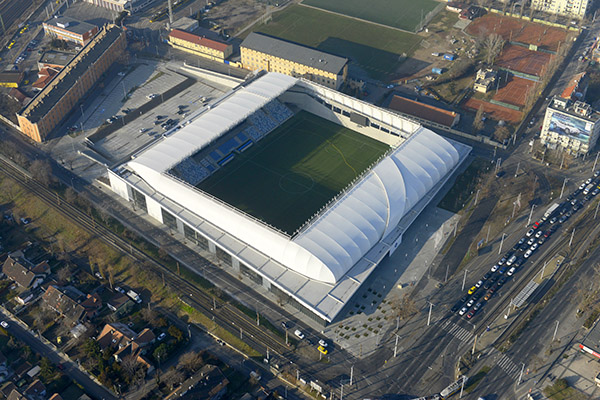
Vue aérienne du stade

Le MTK Budapest joue ses matchs à domicile depuis 1912 au stade Hungária-körúti également appelé stade du MTK. Le stade de 40 000 places est ouvert le 31 mars sur un terrain loué par le MTK. Le stade est également utilisé par l'équipe nationale. Après les dommages de la Seconde Guerre mondiale, le stade est démoli et reconstruit. Jusqu'à la fin des travaux, en 1947, le MTK joue dans d'autres stades de Budapest. Le stade avait une capacité de 30 000 places, en 1995 sont installés des sièges, la capacité est alors réduite à 12 700 places. En 2002, le stade est renommé d'après Nándor Hidegkuti, une légende du club.
Fin 2014, le stade est de nouveau démoli pour laisser la place à une enceinte moderne inaugurée le 13 octobre 2016. Le nouveau stade comporte 5 014 places dont 504 places dans les loges. Le stade a la particularité de ne pas avoir de tribunes derrières les buts, mais des murs de 7,5 mètres de haut.

## Rivalités
Le derby entre le MTK et Ferencváros TC est appelé Örökrangadó (en), il a longtemps été le match le plus important de la saison. De 1903 à 1929, les deux clubs se battent chaque année pour le titre, le MTK représente la bourgeoisie et la communauté juive, le Ferencvaros a des racines chrétiennes et de classes moyennes. Ce sont les deux clubs les plus titrés de Hongrie.
Avec l'arrivée de l'Újpest au premier plan à partir de 1931, le derby entre Újpest et Ferencváros est devenu le match le plus important du championnat hongrois.